# Списак ликова серије Сенке над Балканом

Сенке над Балканом је српска серија из 2017. године. Њен идејни творац је Драган Бјелогрлић. Ово је списак свих глумаца и глумица у серији и улога које тумаче током три сезоне.

## Преглед
| Глумац                 | Улога                       | Сезона   | Сезона   |
| Глумац                 | Улога                       | прва     | друга    |
| ---------------------- | --------------------------- | -------- | -------- |
| Драган Бјелогрлић      | Андра Танасијевић           | Главна   | Главна   |
| Андрија Кузмановић     | Станко Плетикосић           | Главна   | Главна   |
| Марија Бергам          | Маја Давидовић              | Главна   | Главна   |
| Гордан Кичић           | Алимпије Мирић / Калуђер    | Главна   | Главна   |
| Горан Богдан           | Мустафа Голубић             | Главна   | Главна   |
| Небојша Дугалић        | генерал Живковић            | Главна   | Споредна |
| Ненад Јездић           | Милан / Кројач              | Споредна | Главна   |
| Марко Грабеж           | Божидар Зечевић             |          | Главна   |
| Бранимир Брстина       | начелник Димитријевић       | Споредна | Споредна |
| Никола Ђуричко         | пуковник Ђоловић            | Споредна | Споредна |
| Срђан Тодоровић        | др Бабић                    | Споредна | Споредна |
| Јована Стојиљковић     | Бојана Антић                | Споредна | Споредна |
| Воја Брајовић          | Таки Папахаги               | Споредна | Споредна |
| Ђорђе Кукуљица         | гроф Арсеније Рајачки       | Споредна | Споредна |
| Петре Арсовски         | Газда Киро                  | Споредна | Споредна |
| Тони Михајловски       | Хаџи Дамјан Арсов           | Споредна | Споредна |
| Бојан Навојец          | Анте Павелић                | Споредна | Споредна |
| Александар Стојковић   | Пршо                        | Споредна | Споредна |
| Милош Самолов          | Антоније Милошевић Нишки    | Споредна | Споредна |
| Слободан Бода Нинковић | жандар Живојин              | Споредна | Споредна |
| Марко Живић            | Василије Трнавац            | Споредна | Епизодна |
| Срђа Бјелогрлић        | Манојло                     | Споредна | Епизодна |
| Николина Фригановић    | Соња Станисављевић          | Споредна | Епизодна |
| Срђан Тимаров          | Видоје Станисављевић        | Епизодна | Споредна |
| Александар Галибин     | генерал Петар Врангел       | Споредна |          |
| Алексеј Солончев       | Фјодор Шербацки             | Споредна |          |
| Николај Шестак         | Аљоша Грушницки             | Споредна |          |
| Милош Тимотијевић      | државни тужилац Војин Ђукић | Споредна |          |
| Ива Кевра              | Криста Авакумовић           | Споредна |          |
| Драган Петровић        | Константин Авакумовић       | Споредна |          |
| Себастијан Каваца      | Габријел Махт               | Споредна |          |
| Иван Зекић             | Аврам Несторовић            | Споредна |          |
| Жарко Лаушевић         | принц Ђорђе П. Карађорђевић | Споредна |          |
| Милица Гојковић        | Мара                        | Споредна |          |
| Милош Петровић         | Ставра                      | Споредна |          |
| Ненад Хераковић        | жандар Милисав              | Споредна |          |
| Јана Стојановска       | Јована                      | Споредна |          |
| Георгиј Жуков          | Саша Сорокин                | Споредна |          |
| Марко Николић          | Лука Плетикосић             | Споредна |          |
| Никола Ристановски     | др Арчибалд Рајс            | Споредна |          |
| Леона Парамински       | Марија Оршић                |          | Споредна |
| Богдан Диклић          | Обрад Савковић              |          | Споредна |
| Стипе Ерцег            | Клаус фон Хајнеман          |          | Споредна |
| Славко Собин           | Антун Анте Година           |          | Споредна |
| Наташа Нинковић        | Емина / Mадам               |          | Споредна |
| Весна Тривалић         | поднаредница Драгиња        |          | Споредна |
| Aлексеј Бјелогрлић     | Станислав / Цане Бензинац   |          | Споредна |
| Игор Ђорђевић          | Верига                      |          | Споредна |
| Петар Стругар          | Данило Томасовић            |          | Споредна |
| Владо Новак            | Антон Корошец               |          | Споредна |
| Миха Родман            | мајор Андреј Космач         |          | Споредна |
| Радован Вујовић        | кнез Павле Карађорђевић     |          | Споредна |
| Никола Вујовић         | Иван Мештровић              |          | Споредна |
| Горан Султановић       | Председник суда             |          | Споредна |
| Бојан Жировић          | Рајко Кајганић              |          | Споредна |

### Епизодне улоге
| - Горан Бјелогрлић као министар - Аксел Мехмет као Ангелче - Петар Мирчевски као Круме - Марко Гверо као Гезим - Миливоје Станимировић као Пекмез - Александар Глигорић као Јордан - Љубомир Николић као Сима - Стефан Радоњић као Мољац - Ања Мит као Ранка - Сандра Бугарски као Бранка - Миодраг Фишековић као жандар Света - Бранка Шелић као Ружа - Горица Поповић као Горица - Милан Никитовић као aрхивар Љубa - Јуриј Назаров као руски патријарх - Лада Имамовић као Нина Сорокин - Андреј Зибров као пуковник Сорокин - Данијел Ковачевић као Серјожа - Јован Јовановић као Завиша - Тамара Крцуновић као Виолета Ђукић - Виктор Савић као Невен Сарић - Љубомир Николић као Сима - Растко Јанковић као инспектор Томић - Дениз Абдула као Шевхет - Јадранка Селец као Вукица - Марина Ћосић као Коса - Саша Вучковић као Николај Краснов - Милан Никитовић као лаборант - Бојан Кривокапић као комуниста 1 - Данило Лончаревић као комуниста 2 - Саша Јоксимовић као затворски лекар - Марко Гиздовић као Добривоје - Адмир Шеховић као војник / просјак - Марина Воденичар као Смиља - Жарко Степанов као ађутант ген. Живковића - Урош Јаковљевић као берберин - Слађана Зрнић као сељанка Маца - Томаш Шарић као Васко - Сергеј Свешников као војник ОГПУ - Мирољуб Лешо као руски свештеник - Николај Шевченко као Фјодоров човек 1 - Игор Товстоног као Фјодоров човек 2 - Петар Узун Мирковић као Фјодоров човек 3 - Дејан Војиновић као Фјодоров човек 4 - Евгенија Ешкина Ковачевић као Врангелова супруга - Енвер Петровци као жандар Радивоје - Божо Зубер као жандар Митa - Сенад Милановић као жандар Лале - Анастасија Мандић као службеница у пошти - Марина Галогажа као костимограф - Александр Аинетдинов као Ракитин - Константин Костјуков као кнез Николај Николајевич - Раде Лочки као Киров човек 1 - Јова Осмајлић као Киров човек 2 - Рас Растодер као Киров човек 3 - Ненад Симић као Киров човек 4 - Муса Халиловић као безбедњак Милентије - Љубиша Милишић као затвореник 1 - Миљан Вуковић као затвореник 2 - Владимир Вулетић као црнокошуљаш - Даница Пајовић као шалтеруша - Владимир Кецмановић као Председник суда - Драган Марјановић као Менжински | - Огњен Мићовић као колпортер - Кирил Бојко као Врангелов посилни - Чарни Ђерић као господин 1 - Живан Пујић као господин 2 - Виталиј Бородин као Михаил - Петер Ференц као Калеф - Ђорђе Марковић као Александар - Мирјана Штетић као собарица - Николаус Паноутсопоулос као Марино дете - Владан Милић као корумпирани жандар - Јевгениј Бовдух као Kозак у Самарканду - Лука Табашевић као члан Бизанта 1 - Јелена Граовац као члан Бизанта 2 - Тамара Томановић као члан Бизанта 3 - Мина Обрадовић као Папахагијева секретарица - Хелена Петровић као секретарица Војина Ђукића - Михаило Перишић као приправник Војина Ђукића - Стефана Бјелогрлић као секретарица грофа Рајачког - Јована Стевић као анимир дама у Самарканду - Васко Мавровски као жандар - Богдан Богдановић као Михаило, слуга Ђ. Карађорђевића - Маја Шиповац као Јелисавета, болничарка - Ђорђе Војводић као болничар Ђ. Карађорђевића - Маја Стојановић као Ката - Тома Курузовић као чика Лаза - Александар Ђурица као начелник Јеремић - Сара Климоска као Јана - Кристоф Орт као Ордермајстер - Радивоје Буквић као Леополд Новицки - Ивана Дудић као Лили - Ненад Окановић као Бата Рака - Милан Јовановић као Лале - Мирко Влаховић као Жмарo - Мишо Обрадовић као Милун Томасовић - Вуле Марковић као Вељко Томасовић - Марко Тодоровић као Никола - Марко Петрић као Дидо Кватерник - Андреј Шепетковски као Артемије - Ђуро Брстина као Страхиња Димитријевић - Петар Ћирица као пиштољмалац - Михаило Перишић као агент - Милица Томашевић као Савка - Звездана Ангеловска као Вера - Ђорђи Нешкоски као Димче - Вутер ван Хаулингвен као СС официр - Стојша Ољачић као Шарац - Мина Обрадовић као секретарица Маје Давидовић - Романа Царан као риба у опијум клубу - Душан Јовановић као лопов - Слободан Тешић као рецепционар - Игор Филиповић као минер Бајрактаревић - Иван Бекјарев као Рајков сарадник - Борис Исаковић као Милан Стојадиновић - Зоран Јауковић као Владо Черноземски - Милена Јакшић као Даница - Милош Лазаров као комуниста - Никола Глишић као комуниста - Јован Лоле Савић као Остоја - Борис Пинговић као директор штампарије - Владимир Алексић као радник у штампарији - Бошко Пулетић као управник сиротишта - Милош Биковић као Јосип Броз Тито |  |